# Dan Burton
Danny Lee Burton (né le 21 juin 1938) est un homme politique américain. Burton est l'ancien représentant de la 5e circonscription de l'Indiana et anciennement de la 6e, siégeant à partir de 1983 jusqu'en 2013. Il est membre du Parti Républicain et du Tea Party Caucus.

## Biographie
Dan Burton est originaire d'Indianapolis. Il y étudie à l'université de l'Indiana, avant de rejoindre le Cincinnati Bible College. Il sert dans l'armée des États-Unis à la fin des années 1950 et au début des années 1960, puis devient homme d'affaires.
Il entre à la Chambre des représentants de l'Indiana en 1967, puis au Sénat de l'Indiana en 1969. En 1970, il se présente une première fois à la Chambre des représentants des États-Unis. Il est cependant battu par le démocrate sortant Andrew Jacobs Jr. (en), rassemblant environ 42 % des voix. À nouveau candidat au Congrès en 1972, il perd la primaire républicaine face à William Hudnut (en). En 1977, il fait son retour à l'Assemblée générale de l'Indiana, où il siège jusqu'en 1982 : d'abord comme représentant (1977-1980) puis comme sénateur (1981-1982).
En 1982, Burton remporte la primaire républicaine dans le sixième district de l'Indiana, devançant quatre adversaires. Dans cette circonscription du centre de l'Indiana, il est élu représentant des États-Unis avec près de 65 % des suffrages face au démocrate George Grabianowski. Il est par la suite réélu tous les deux ans, sans jamais rassembler moins de 62 % des voix. Après des primaires républicaines serrées en 2008 et 2010 (il ne remporte cette dernière qu'avec 30 % des voix) et à la suite d'un redécoupage des circonscriptions, Burton annonce en janvier 2012 qu'il n'est pas candidat à un nouveau mandat lors des élections de novembre.
Durant son mandat, il se fait notamment remarquer pour ses positions hostiles aux vaccins, dont le mercure cause selon lui l'autisme, et pour sa croisade contre l'administration Clinton dans les années 1990.
Après son départ du Congrès, il devient notamment lobbyiste pour la Commission des citoyens pour les droits de l'homme, émanation de l'Église de Scientologie.